# Heorhij Pohossow
Heorhij Wadymowytsch Pohossow (ukrainisch Георгій Вадимович Погосов; * 14. Juli 1960 in Kiew, Ukrainische SSR) ist ein ehemaliger sowjetischer Säbelfechter.

## Erfolge
Heorhij Pohossow wurde fünfmal mit der Mannschaft Weltmeister: 1983 in Wien, 1985 in Barcelona, 1986 in Sofia, 1987 in Lausanne und 1990 in Lyon. Im Einzel wurde er 1990 zudem Vizeweltmeister. Bei den Olympischen Spielen 1988 in Seoul belegte er in der Einzelkonkurrenz nach dem Erreichen der Finalrunde den sechsten Platz. Mit der Mannschaft erreichte Pohossow ungeschlagen das Finale, in dem sich die sowjetische Equipe gegen Ungarn mit 8:8 trennte, aufgrund der mit 64:67 knapp schlechteren Trefferquote aber letztlich unterlag. Gemeinsam mit Andrei Alschan, Michail Burzew, Sergei Korjaschkin und Serhij Mindirhassow erhielt er somit die Silbermedaille. Vier Jahre darauf nahm Pohossow an den Olympischen Spielen in Barcelona für das Vereinte Team teil, wo er im Einzel den 20. Rang belegte. In der Mannschaftskonkurrenz erreichte er gemeinsam mit Wadym Hutzajt, Grigori Kirijenko, Stanislaw Posdnjakow und Alexander Schirschow nach Siegen über Polen und Rumänien das Gefecht um Gold, in der Ungarn mit 9:3 besiegt wurde und Pohossow somit Olympiasieger wurde.